# Брати Вінклвосси
Кемерон Говард Вінклвосс і Тайлер Говард Вінклвосс (англ. Cameron Howard Winklevoss, Tyler Howard Winklevoss; нар. 21 серпня 1981, Саутгемптон, Нью-Йорк) — близнюки, американські веслярі і бізнесмени. Їх головними досягненнями у спорті є золото Панамериканських ігор 2007 у вісімці з рульовим і вихід у фінал двійок на Пекінській Олімпіаді. Брати є засновниками соціальної мережі «ConnectU», довгий час вони судилися з Марком Цукербергом, наполягаючи на тому, що він украв ідею їхнього сайту для своєї мережі «Facebook».

## Біографія
Брати Вінклвосс росли в Гринвічі, Коннектикут. Їх батько, доктор Говард Вінклвосс, викладав актуарні розрахунки в Уортонській школі бізнесу, а також володів власною компанією. Кемерон (лівша) і Тайлер (правша) з 6 років грали на піаніно, і дивували дорослих злагодженої парною грою на музичних інструментах або складанням конструктора Lego. У 13 років вони освоїли HTML і стали розробляти сайти для бізнеспроєктів. Брати вчилися в грінвічських школах, захоплювалися класикою, старогрецькою та латинською мовами. З 15 років вони почали займатися веслуванням і організували команду веслярів у своїй середній школі. У 1999 році Вінклвосси брали участь у юніорському чемпіонаті світу в Пловдиві, склавши парну двійку.
У 2000 році вони вступили до Гарвардського університету, де спеціалізувалися на економіці, продовжуючи займатися веслуванням під керівництвом відомого весляра Гаррі Паркера. Під час навчання брати були членами елітних студентських клубів. У 2004 році вони закінчили університет з дипломами бакалавра мистецтв. У тому ж році вони виграли ряд американських змагань і вирушили у Європу, де брали участь у престижних регатах у складі вісімки. У 2007 році брати представляли США на Панамериканських іграх в Ріо-де-Жанейро, де виграли золото у вісімці, і стали другими в четвірці. Вінклвосси склали американську двійку на Пекінській Олімпіаді. Вони зуміли вийти у фінал, але там фінішували останніми з великим відставанням. У 2009 році брати поступили на магістра ділового адміністрування в бізнес-школу Оксфордського університету. У наступному році вони брали участь у знаменитій регаті проти Кембриджа, де програли.

## ConnectU
В грудні 2002 року брати і їхній однокурсник по Гарварду Дівья Нарендра задумали створити соціальну мережу для студентів їх університету та інших престижних навчальних закладів. Назвавши її «HarvardConnection», вони звернулися до друга-програміста Санджая Мавінкурве з пропозицією щодо технічної реалізації проєкту. Приступивши до роботи, Мавінкурве навесні 2003 року залишив проєкт, влаштувавшись на роботу в «Google». Партнери знайшли іншого програміста, Віктора Гао, але той з особистих причин восени припинив роботу. У листопаді 2003 року брати і Нарендра найняли Марка Цукерберга, надавши йому тексти розробленого програмного коду «HarvardConnection». Протягом наступних двох місяців Цукерберг уникав контактів зі своїми роботодавцями, займаючись тим часом разом з Едуардо Саверіном створенням власної соціальної мережі. 6 лютого 2004 року з університетської газети «The Harvard Crimson» брати і Нарендра дізналися, що Цукерберг запустив сайт thefacebook.com. Вони звернулися до адміністрації університету з претензією про крадіжку інтелектуальної власності, але адміністрація заявила, що справа знаходиться поза її компетенції. Президент університету Лоуренс Саммерс порекомендував їм звернутися до суду.
Тріо подало позов проти Цукерберга, звинувативши у крадіжці ідеї та програмного коду. У травні того ж року був запущений сайт «HarvardConnection», незабаром перейменований в «ConnectU». Пізніше цей проєкт став тісно співпрацювати з файлообмінною мережею «i2hub» Вейна Чана, разом вони запустили кілька дочірніх проєктів під брендом «The Winklevoss Chang Group». У лютому 2008 року тяганина між «ConnectU» і Цукербергом завершилася закритою мировою угодою. У грудні 2009 року Чан звинуватив Вінклвоссів в тому, що вони зареєстрували патент № 20060212395 від 15 березня 2005 року (спрямований на захист цифрових авторських прав), не вказавши Чана його співвласником. Також він заявив, що 50-відсоткова частка «The Winklevoss Chang Group» дає йому право на половину компенсації Цукерберга. У 2010 році адвокатська контора, яка представляла «ConnectU» у справі проти Цукерберга, оголосила суму угоди — 65 мільйонів доларів — і зажадала від наймача 13 мільйонів за успішний результат справи, після чого була звільнена. У травні з'ясувалося, що 65 мільйонів були розраховані за значно заниженою вартістю акцій, і «ConnectU» зажадав від Цукерберга доплатити.

#### Інвестиції в криптовалюти
Ще в 2013 році близнюки вклали в біткойни приблизно $11 млн, купивши близько 1 % об'єму цієї криптовалюти, а в грудні 2017 року ненадовго стали першими у світі (публічно відомими) біткойновими мільярдерами. В 2013 році брати купили біткойни за ціною $120 за монету, а у грудні 2017 року вартість криптовалюти досягла $20 000. Близнюки Вінкловосси залишаються одними із найбільших інвесторів в біткойн, котрий вони вважають «покращеною версією золота».

## Фільм
У жовтні 2010 року на екрани вийшов фільм «Соціальна мережа» про створення «Facebook», де обох братів зіграв Армі Гаммер: творці не змогли знайти близнюків, схожих на Вінклвоссів.